# تشاد تشانينغ
تشاد تشانينغ (بالإنجليزية: Chad Channing)‏ هو موسيقي أمريكي اشتهر بكونه عازف الطبول في فرقة نيرفانا من 1988 حتى 1990، في خلال ذلك الوقت كانت الفرقة قد قامت بتسجيل وإصدار بليتش. يغني ويعزف البيس حالياً في فرقة بيفور كارز.

## روابط خارجية
- تشاد تشانينغ على موقع IMDb (الإنجليزية)
- تشاد تشانينغ على موقع ميوزك برينز (الإنجليزية)
- تشاد تشانينغ على موقع أول ميوزيك (الإنجليزية)
- تشاد تشانينغ على موقع ديسكوغز (الإنجليزية)